# 노구치촌 (이바라키현)
노구치촌(野口村)은 이바라키현 나카군에 일찍이 존재했던 촌이다.

## 지리
- 구 고젠야마촌의 동쪽, 현재 히타치오미야시의 남서부에 위치한다.
- 촌의 남부에는 나카가와 강이 흐르고 있다.

## 역사
- 1889년 4월 1일 - 정촌제 시행에 의해 나카군 노구치촌이 성립하였다.
- 1955년 2월 11일 - 히가시이바라키군 이세하타촌과 합병해 고젠야마촌이 성립하여, 동일 노구치촌은 폐지되었다.
- 2004년 10월 16일 - 나카군 오미야 정이, 나카 군 야마카타 정, 미와 촌, 오가와 촌, 히가시이바라키군 고젠야마 촌과 함께 편입합병하여 폐지되었다.

## 인구
| 1889년 | 2,141 |
| 1891년 | 2,174 |
| 1920년 | 2,452 |
| 1935년 | 2,685 |
| 1950년 | 3,447 |

## 참고문헌
- 角川日本地名大辞典編纂委員会『가도카와 일본 지명 대사전 8 茨城県』、가도카와 쇼텐、1983年 ISBN 4040010809